# Mindanao State University
Die Mindanao State University befindet sich auf der Insel Mindanao auf den Philippinen. Die Universität gilt als eine bedeutende Bildungseinrichtung in der Verwaltungsregionen Autonomous Region in Muslim Mindanao, Northern Mindanao, Sulu-Archipel und Zamboanga Peninsula. Die Universität ist aufgeteilt auf elf Standorte in  den Gemeinden Datu Odin Sinsuat, Marawi City, General Santos City, Naawan, Iligan City, Jolo, Tawi-Tawi und Buug. Der Hauptsitz der Universität befindet sich am Main Campus in Marawi City. 

## Fakultäten
Die Mindanao State University beherbergt achtzehn verschiedene Fakultäten, diese sind in Hochschul- und Fachschulbereiche, sowie in der Berufsausbildung in Colleges gegliedert. Zu diesen gehören die College of Agriculture, College of Business Administration, College of Education, -Engineering, -Fisheries, -Forestry and Environmental Studies, -Health Sciences, -Hotel and Restaurant Management, -Information Technology, -Law, -Medicine, -Natural Sciences and Mathematics, -Public Affairs, -Social Sciences and Humanities, -Sports, Physical Education and Recreation, Graduate School, sowie des Institute of Science Education und das King Faisal Center for Islamic, Arabic and Asian Studies. Insgesamt haben sich 2007 an der Mindanao State University ca. 53.000 Studenten eingeschrieben, die von 3.100 Lehrkräften unterrichtet werden. 

## Geschichte
Die Geschichte der Universität begann am 1. September 1961 mit dem Inkrafttreten des Republikgesetzes 1387. Die Universität entstand aus dem Versuch, die südlichen Landesteile besser in das Staatsgebilde der Philippinen zu integrieren. Es schrieben sich im ersten Studienjahr 282 Studenten ein, die von 12 Lehrkräften unterrichtet wurden. In den 1970ern und 1980ern wurden die Lehranstalten und Ausbildungsprogramme stark ausgeweitet. Aufgrund der neuen Erfordernisse entstanden der Campus MSU-Main in Marawi City, MSU-IIT in Iligan City, MSU-TCTO in Tawi-Tawi, MSU-Naawan in Misamis Oriental, MSU-Maguindanao, MSU-General Santos and MSU-Sulu auf Jolo.